# Базумски хребет
Базумският хребет ({на арменски: Բազումի լեռնաշղթա; на руски: Базумский хребет) е планински хребет, част от система на Арменската планинска земя.
Простира се на около 55 km от запад-северозапад на изток-югоизток в северната част на Армения, между долините на реките Дзорагет на север и Памбак на юг и югоизток, съответно лява и дясна съставяща на река Дебед (десен приток на Храми, десен приток на Кура). На северозапад чрез Карахачкия проход (2272 m) се свързва с Джавахетския хребет. Максимална височина връх Урасар 2992 m, (40°57′38″ с. ш. 44°09′01″ и. д. / 40.960556° с. ш. 44.150278° и. д.), издигащ се в северозападната му част. Изграден е вулканогенно-утаечни наслаги, пронизани от гранитни интрузии. По склоновете му преобладават ливадните степи, а нагоре следват субалпийски и алпийски пасища. В източната му част, под Пушкинския проход (2037 m) е прокопан шосеен тунел, свързващ Тбилиси с Ереван. По южното му подножие, в долината на река Памбак са разположени градовете Ванадзор и Спитак.

## Топографска карта
- К-38-XХVІІ М 1:200000[2]